# Tikaboo Peak
Tikaboo Peak — szczyt w Hrabstwie Lincoln w Nevadzie (USA), 42 km na wschód od Strefy 51. Jest to najbliższy dozwolony punkt widokowy z widokiem na ten obszar. Wysokość góry wynosi 2412 m (7 915 stóp) n.p.m.
Szczyt Tikaboo częstym obiektem zainteresowania turystów i ufologów, ponieważ rząd w roku 1995 zamknął dwa bliższe punkty widokowe, ze względu na liczbę osób fotografujących bazę wojskową.